# Cyndi Lauper
Cynthia Ann Stephanie Lauper, més coneguda com a Cyndi Lauper (Nova York, 22 de juny de 1953) és una cantant, actriu i activista LGTB estatunidenca que ha venut 50 milions de discos, 20 milions de senzills i 1 milió de DVDs a tot el món, sumant així més de 81 milions de vendes. La seva trajectòria musical va començar amb el grup Blue Angel que es va dissoldre l'any 1981 donant pas a la seva carrera en solitari. El 1983 va firmar el seu primer contracte discogràfic amb Portrait Records i a finals del mateix any es va publicar el seu primer disc en solitari She's so unusual. A partir d'aquest moment va treure diversos àlbums amb més de 12 números 1 a diverses llistes musicals d'arreu del món, alguns d'aquests temes inclouen "Girls Just Want to Have Fun", "Time After Time", "She Bop", "All Through the Night", "Money Changes Everything", "The Goonies 'R' Good Enough", "True Colors", "Change of Heart", "What's Going On", "I Drove All Night".
Cyndi Lauper va ser la primera cantant femenina a tenir 4 singles d'un mateix àlbum en el top 5 de Billboard i les seves cançons van entrar a formar part de la cultura global. Un dels seus primers i majors èxits va ser la cançó Time After Time, que ha estat interpretada en nombroses ocasions per artistes de diferents gèneres i estils musicals.

## Biografia

### Primers Anys
Cyntihia Ann Atephanie Lauper va néixer al barri de Brooklyn a Nova York el 22 de juliol de 1953, va ser la segona filla de Fred Lauper (a qui va conèixer de gran) i de Catrine Dominique (que apareix a diversos dels seus videoclips). A més té dos germans, una germana gran que es diu Elen, que va ser una gran font d'inspiració, ja que li va ensenyar a tocar diversos instruments, i un germà petit que es diu Fred. A causa de la separació dels seus pares es va traslladar amb la seva mare i germans a Queens on va començar a escoltar artistes com Judy Garland, Billie Holiday, Ella Fitzgerald i els Beatles. Als 12 anys ja componia cançons i tocava la guitarra. Lauper no va completar l'escola secundària malgrat haver estat acceptada en una escola per a estudiants amb talent en les arts visuals.
Va començar la seva carrera com a cantant l'any 1974 amb el grup Doc West que es va dissoldre tres anys després. Després va passar a la banda Flyer que interpretava cançons d'artistes com Jefferson Airplane, Led Zeppelin, Bad Company. Però l'any 1977 en un concert particularment intens va patir una lesió a les cordes vocals deixant-la pràcticament sense veu. Això la va portar a passar un any a teràpia vocal fins que es va poder tornar a dedicar a la música. Aquesta vegada ho fa amb John Turi amb qui va fundar el grup Blue Angel. El grup va treure un disc debut aquell mateix any que portava el nom del grup, però no va obtenir l'èxit esperat i el grup es va separar.
En aquell moment amb una carrera musical fracassada i pocs diners al banc va decidir posar-se a treballar en una botiga de roba on va conèixer a David Wolff, el seu futur mànager. Wolff la va introduir a Portrait, una important productora, la veu de la Cindy va agradar molt a la companyia que li va oferir un contracte discogràfic l'any 1983. Així que es va posar mans a l'obra amb l'ajuda dels Hooters, una banda de Filadèlfia i al desembre de 1983 va publicar el seu primer àlbum "She's so unusual". El disc va ser un èxit i va vendre 4,5 milions de còpies als Estats Units. Cyndi Lauper es va convertir en la primera artista en col·locar 4 cançons en el top 5 de la llista Billboard amb el seu disc debut: "Girls Just Want To Have Fun", "Time After Time", "She Bop" i "All Through The Night". A més l'any 1985 va guanyar el Grammy al millor nou artista i va ser nominada a diversos més.

### Un cop assolit l'èxit
Va tornar a aconseguir l'èxit en ser contractada per interpretar el tema principal de la pel·lícula "Els Goonies" "Good Enough" (1985), que va entrar directament al top 10 de la Billboard.
Un any més tard va publicar el seu segon àlbum d'estudi "True Colors" que va comptar amb col·laboracions d'artistes com Billy Joel, Nile Rodgers, The Bangles, etc.. La cançó que dona nom al disc li va valdre una nominació al Grammy i es va convertir en un himne per la comunitat LGTB.
El 1988 Cyndi Lauper va participar en la seva primera pel·lícula "El secret de la piràmide d'or" que va obtenir poc èxit. L'any següent surt "A Night To Remember"(1989), que va ser el seu tercer disc, on es trobava "I Drove All Night", cançó que va ser nominada a un grammy.
"Hat Full of Stars" va ser el seu quart àlbum i va ser molt aclamat per la crítica, la revista Rolling Stone va arribar a dir que la seva veu mai havia sonat millor.

### Vida Personal
L'any 1991 va passar un dels esdeveniments més importants en la seva vida personal, es casa amb l'actor David Thorton a qui va conèixer un any abans mentre rodaven la segona pel·lícula de la seva carrera, "Off and running" (1990). Actualment segueix casada amb Thorton i tenen un fill Declyn Wallace Thorton nascut el 9 de novembre de 1997.

### Interpretació
Tres anys després va treure el seu primer àlbum recopilatori "The essencial". En aquell moment la seva carrera va prendre un petit gir i va decidir dedicar els següents anys a la interpretació, va aparèixer a la comèdia "Mad About You" que va rebre una nominació als Emmy's que no va guanyar fins al 1995. Conjuntament amb Michael J. Fox i Nathan Lane va intervenir a la comèdia infantil, "Donam un respir" (1993). Un any després va participar en la pel·lícula "La señora Parker i el cercle viciós", però el paper és tan petit que no apareix ni acreditada, interpreta una convidada en un pícnic.
El 2000 va participar en la pel·lícula "The opportunists" amb Christopher Walken.

### Feina com a compositora
1996 va ser l'any en què es va publicar "Sisters Of Avalon" al Japó. El disc va ser completament compost per ella amb l'ajuda de Jan Pulsford, el seu teclista. L'any següent es va publicar el disc mundialment.
Després de signar un contracte amb la discogràfica Edel, grava el seu primer disc amb aquest segell musical, "Shine" (2001), que no es va arribar a publicar mundialment (només es va publicar al Japó l'abril del 2004) i que estava format per 12 cançons.
Durant el 2002 realitza una gira pels Estats Units amb la seva amiga i artista Cher. Quan va acabar la gira, va decidir començar un altre, però en solitari.
"At last" (2004) va ser el seu vuitè disc amb el qual pretenia fer un homenatge als grans de la música americana: Burt Bacharach, Stevie Wonder, etc..
En 2008 Cyndi Lauper publica "Bring Ya To The Brink", un treball en el qual l'artista assumeix tot el procés creatiu, coescrivint i coproduint totes les cançons amb la col·laboració d'algun dels millors productors de ball. D'aquest àlbum la pròpia artista ha dit: "Bring Ya To The Brink és un disc de ball amb el qual et pots moure i gaudir de manera superficial, però si vols alguna cosa més, hi ha molt que descobrir a les lletres. Aquestes cançons poden ser molt profundes".

### Darrers anys
El 22 de juny de 2010, es va publicar “Memphis Blues”. En el seu debut es va posicionar en el Top 200 Albums Chart en el #26. Aquest és el seu onzè àlbum d'estudi. És el seu tercer àlbum amb més èxit en el Billboard 200; després dels seus dos exitosos primers albums “She’s so Unusual” i “True Colors”. A més l'àbum va rebre excel·lents crítiques. Va ser número 1 a 16 països a la categoría iTunes Blues Albums i en el Billboard Blues Albums i va ser 1 al Brasil Hot 50.
El setembre de 2015, Lauper va confirmar que començaria a gravar un nou disc d'estudi, aquesta vegada de gènere country que va ser publicat el 2015.
En l'actualitat després d'una reeixida carrera musical es pot gaudir del musical Kinky Boots del qual ella ha compost la música. A més segueix donant un gran servei a la comunitat amb la seva fundació True Colors.

## Activisme LGTB i Feminista

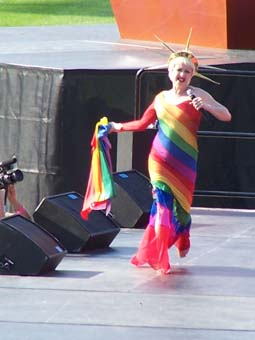
Cyndi Lauper en els Gay Games de l'any 2006.

Com ella mateixa ha reconegut no va ser fins a finals dels anys 70, quan la seva germana va sortir de l'armari que va ser conscient dels insults intolerants i la violència en contra d'aquesta comunitat pel simple fet de ser homosexuals. D'aquell moment en endavant es va tornar una activista dels drets de la comunitat "LGTB" (lesbianes, gais, bisexuals i transsexuals) i del vot pels drets igualitaris.
No només és una defensora dels drets LGTB, també és considerada una pionera del feminisme, de la paraula ha dit: "És una llàstima que a moltes dones encara no els agradi adoptar l'etiqueta 'feminista', tot i que gaudeixen de totes les llibertats aconseguides pel moviment". Explica: "Si no fos pel feminisme, no podries votar, no podries entrar en un bar, no podries tenir una empresa; o potser si, un forn de pa on només servirien menjar que hauries cuinat tu".
També va crear la fundació True Colors que treballa per combatre la falta de llar entre la joventut lesbiana, gai, bisexual i transgènere, per tal de crear un món on tota la gent jove pot creure en si mateixa.
A més musicalment també ha parlat dels temes, la seva cançó "True colors" es considera l'himne gai per excel·lència perquè no només parla del tema sinó que el títol fa al·lusió a la bandera de la comunitat LGTB (arc de Sant Martí). La seva cançó "Ballad of Cleo and Joe" també parla del tema LGTB, ja que narra la història d'un travesti. I el seu hit "Girls just Wanna have fun" es considera un himne de l'alliberament de la dona i del feminisme en general. De fet, Lauper canvià la cançó original de Robert Hazard per a resignificar-la per al feminisme.

## Discografia

### Música
1983 - She's So Unusual (Ella és tan Inusual)
1986 - True Colors (Colors verdaders)
1989 - A Night to Remember (Una nit per recordar)
1993 - Hat Full of Stars (Barret ple d'estrelles)
1996 - Sisters of Avalon (Germanes d'Avalon)
1998 - Merry Christmas... Have a Nice Life (Bon Nadal... Que tinguis una bona vida)
2003 - The essential (L'essencial)
2003 - At Last (Per fi)
2004 - Shine (Brillantor)
2008 - Bring Ya To The Brink (Et porto a l'extrem)
2010 - Memphis Blues (Blues de Memphis)
2016 - Detour (Desviament)

### DVD
1987 - Cyndi Lauper in Paris
1995 - Twelve Deadly Cyns... And Then Some
2004 - Live At Last 2011 - To Memphis, With Love
2014 - Cyndi Lauper - Front & Center

## Gires
| Gira                                                | Any       | Dates | Àlbum de la gira           |
| --------------------------------------------------- | --------- | ----- | -------------------------- |
| The Fun world tour                                  | 1983/1984 | 101   | She's so unusual           |
| True Colours World Tour                             | 1986/1987 | 59    | True Colors                |
| A Night to Remember World Tour                      | 1989      | 45    | A Night to remember        |
| Hat Full of Stars World Tour                        | 1993/1994 | 37    | Hat of stars               |
| Twelve Deadly Cyns World Tour                       | 1994/1995 | 60    | -                          |
| Sisters of Avalon Tour                              | 1996/1997 | 81    | Sisters of Avalon          |
| The Shine Tour                                      | 2001/2003 | 73    | Shine                      |
| At Last Tour                                        | 2003/2004 | 100   | At Last                    |
| The Body Acustic                                    | 2005/2006 | 51    | -                          |
| Bring Ya to The Brink Tour                          | 2008      | 31    | Bring Ya to The Brink Tour |
| Memphis Blues World Tour                            | 2010/2011 | 137   | Memphis Blues              |
| Cyndi Lauper & Dr. John: From Memphis To Mardi Gras | 2011      | 16    | -                          |

## Premis i Nominacions
Els premis i nominacions de Cindy Lauper destaquen per haver aconseguit el “GET” és a dir guanyar un Grammy, Emmy i Tony, aquesta és una fita que només 20 persones a la història de la musica poden dir que han aconseguit; A continuació es mostren els premis i nominacions més rellevants:

### Grammys
| Any  | Caterogia                                            | Treball                    | Resultat   |
| ---- | ---------------------------------------------------- | -------------------------- | ---------- |
| 1985 | Millor artista revelació                             | Cindy Lauper               | Guanyadora |
| 1985 | Album de l'any                                       | She's So Unusual           | Nominada   |
| 1985 | Cançó de l'any                                       | Time After Time            | Nominada   |
| 1985 | Gravació de l'any                                    | Girls Just Wannna Have Fun | Nominada   |
| 1985 | Millor interpretació vocal de pop femenina           | Girls Just Wannna Have Fun | Nominada   |
| 1986 | Millor interpretació vocal de rock femenina          | What a Thrill              | Nominada   |
| 1987 | Millor interpretació vocal de pop femenina           | True Colors                | Nominada   |
| 1987 | Millor interpretació vocal de rock femenina          | 911                        | Nominada   |
| 1990 | Millor interpretació vocal de rock femenina          | I Drove All Night          | Nominada   |
| 1999 | Millor Gravació Dance                                | Disco Inferno              | Nominada   |
| 2005 | Millor Aarranjament Musical amb Acompanayament Vocal | Unchained Melody           | Nominada   |
| 2008 | Millor Album Dance/Electronic                        | Bring ya to the Brink      | Nominada   |
| 2010 | Millor album Blues                                   | Memphis Blues              | Nominada   |
| 2014 | Millor àlbum de teatre musical                       | Kinky Boots                | Nominada   |

### MTV Video Music Awards
| Any  | Categoria                              | Treball                   | Resultat   |
| ---- | -------------------------------------- | ------------------------- | ---------- |
| 1984 | Video del any                          | Girls Just Wanna Have Fun | Nominada   |
| 1984 | Millor artista revelació               | Girls Just Wanna Have Fun | Nominada   |
| 1984 | Millor video per una artista femenina  | Girls Just Wanna Have Fun | Guanyadora |
| 1984 | Millor concepte de vídeo               | Girls Just Wanna Have Fun | Nominada   |
| 1984 | Elecció dels espectadors               | Girls Just Wanna Have Fun | Nominada   |
| 1984 | Millor Acompliment general en un video | Girls Just Wanna Have Fun | Nominada   |
| 1984 | Millor artista revelació               | Time After Time           | Nominada   |
| 1984 | Millor video per una artista femenina  | Time After Time           | Nominada   |
| 1984 | Millor direcció                        | Time After Time           | Nominada   |
| 1985 | Millor video per una artista femenina  | She Bop                   | Nominada   |
| 1986 | Video de l'any                         | True Colors               | Nominada   |
| 1986 | Millor fotografia                      | What's Going On           | Nominada   |

### American Music Awards
| Any  | Categoria                             | Treball                   | Resultat   |
| ---- | ------------------------------------- | ------------------------- | ---------- |
| 1985 | Millor artista revelació              | Cindy Lauper              | Guanyadora |
| 1985 | Millor video per una cantant Pop/Rock | Girls Just Wanna Have Fun | Guanyadora |

### American Video Awards
| Any  | Categoria                     | Treball                   | Resultat   |
| ---- | ----------------------------- | ------------------------- | ---------- |
| 1983 | Millor interpretació femenina | Girls Just Wanna Have Fun | Guanyadora |
| 1985 | Millor interpretació femenina | Time After Time           | Guanyadora |
| 1985 | Millor video pop              | Time After Time           | Guanyadora |

### Emmy Awards
| Any  | Categoria                                      | Treball       | Resultat   |
| ---- | ---------------------------------------------- | ------------- | ---------- |
| 1984 | Millor actriu convidada a una serie de comedia | Mad about You | Nominada   |
| 1995 | Millor actriu convidada a una serie de comedia | Mad about You | Guanyadora |

### Tonny Awards
| Any  | Categoria                                       | Treball                       | Resultat   |
| ---- | ----------------------------------------------- | ----------------------------- | ---------- |
| 1984 | "Millor Banda Sonora Original (Lletra i Musica) | "Cindy Lauper, “Kinky Boots”" | Guanyadora |